# 사이타마현 제7구
사이타마현 제7구(일본어: 埼玉県第7区)는 일본의 중의원 선거구이다. 1994년 일본 공직선거법이 개정되면서 신설되었다.

## 지역
- 가와고에시
- 후지미시
- 후지미노시 (구 가미후쿠오카 시 일대)